# Bundesversammlung (Österreich)
Die Bundesversammlung ist ein Verfassungsorgan der Republik Österreich. Sie setzt sich aus den Abgeordneten zum Nationalrat und den Mitgliedern des Bundesrats zusammen. Als Vorsitzender der Bundesversammlung fungieren in alternierender Reihenfolge der Präsident des Nationalrates und der Präsident des Bundesrates. Ihre Rechtsgrundlage findet die Bundesversammlung in den Artikeln 38 bis 40 B-VG. Ihr sind darin exekutive Aufgaben übertragen, von denen etliche bisher nie ausgeübt wurden. So ist die Bundesversammlung seit 1945 nur mehr zur Angelobung eines gewählten Bundespräsidenten zusammengetreten.

## Geschichte
Die Bundesversammlung löste die Konstituierende Nationalversammlung ab, indem von dieser am 1. Oktober 1920 das österr. Bundes-Verfassungsgesetz beschlossen wurde.
Nach dem Bundes-Verfassungsgesetz von 1920 war die Bundesversammlung vor allem für die Wahl des Bundespräsidenten zuständig. Obwohl die Volkswahl nach der umfassenden B-VG-Novelle von 1929 vorgesehen war, wurde die Bestimmung zunächst sistiert, so dass Wilhelm Miklas noch durch die Bundesversammlung gewählt wurde. Dies galt nach der Wiederinkraftsetzung des B-VG 1945 auch für Karl Renner, den die Bundesversammlung einstimmig zum Staatsoberhaupt wählte. Da seit der Wahl Theodor Körners 1951 der Bundespräsident direkt vom Bundesvolk bestimmt wird, ging die eigentliche Hauptaufgabe der Bundesversammlung verloren. Dennoch besteht sie für die Ausführung ihrer weiteren Funktionen als Verfassungsorgan weiter. Seit 1920 hat die Bundesversammlung 19-mal getagt, zuletzt zur Angelobung Alexander Van der Bellens 2023.

## Aufgaben

### Grundsätzliches
Das Bundes-Verfassungsgesetz regelt in Art. 38 die grundsätzlichen Aufgaben der Bundesversammlung wie folgt:

„Der Nationalrat und der Bundesrat treten als Bundesversammlung in gemeinsamer öffentlicher Sitzung zur Angelobung des Bundespräsidenten, ferner zur Beschlussfassung über eine Kriegserklärung am Sitz des Nationalrates zusammen.“

Die Bundesversammlung wird grundsätzlich vom Bundespräsidenten einberufen. Ausgenommen sind die Fälle, in denen das Staatsoberhaupt selbst Beratungssubjekt der Versammlung ist – etwa zum Zweck der Absetzung oder Anklage – und die Angelobung eines neuen Bundespräsidenten, wenn das Amt – etwa durch den Tod des Staatsoberhauptes – dauerhaft erledigt ist. Zu diesen Anlässen geht das Einberufungsrecht auf den Bundeskanzler bzw. das Kollegium der drei Nationalratspräsidenten über.

### Die Bundesversammlung und der Bundespräsident
Obwohl sich die Bundesversammlung aus den Vertretern der gesetzgebenden Körperschaften des Bundes zusammensetzt, erlässt sie keine Gesetze. Sie erfüllt nur spezifische Aufgaben, die insbesondere im Zusammenhang mit dem Amt des Bundespräsidenten stehen. So nimmt die Bundesversammlung die Angelobung des Bundespräsidenten vor. Des Weiteren entscheidet sie auf Antrag des Nationalrates – der von zwei Drittel der Abgeordneten unterstützt werden muss – und nach Einberufung durch den Bundeskanzler mit einfacher Mehrheit über die Durchführung einer etwaigen Volksabstimmung zur vorzeitigen Absetzung des Bundespräsidenten. Darüber hinaus hat die Bundesversammlung ihre Zustimmung zur behördlichen Verfolgung oder zur Anklageerhebung gegen den Bundespräsidenten beim Verfassungsgerichtshof wegen Verletzung der Bundesverfassung zu geben. Bisher wurde kein Bundespräsident zur Absetzung vorgeschlagen oder angeklagt.

### Kriegserklärung
Ferner fällt der Bundesversammlung die Entscheidung über eine Kriegserklärung zu. Auch von dieser Kompetenz wurde bisher kein Gebrauch gemacht.

## Tagung und Abgrenzung

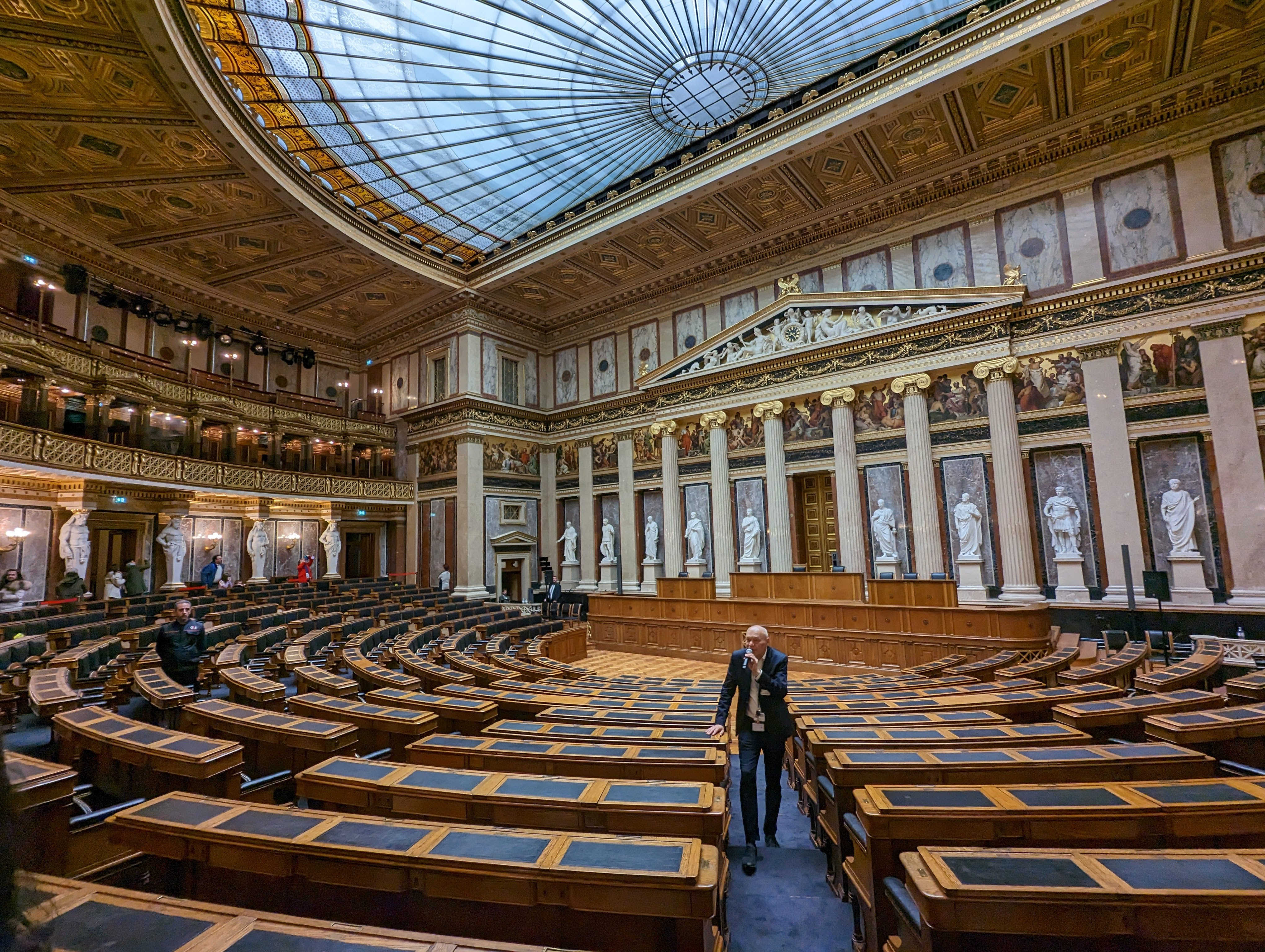
Die Bundesversammlung tagt im Sitzungssaal des ehemaligen Abgeordnetenhauses.

Die Bundesversammlung hat seit Inkrafttreten des Bundes-Verfassungsgesetzes 1920 19-mal getagt, zuletzt zur Angelobung Alexander Van der Bellens zu seiner zweiten Amtszeit als Bundespräsident am 26. Jänner 2023.
Da die Bundesversammlung innerhalb des Parlamentsgebäudes im Sitzungssaal des ehemaligen Abgeordnetenhauses des österreichischen Reichsrates tagt, der über mehr als 500 Sitzplätze verfügt, das Verfassungsorgan selbst aber derzeit nur 243 Mitglieder hat, nehmen an den Sitzungen zur Angelobung des Bundespräsidenten auch Personen des öffentlichen Lebens teil, die selbst nicht der Bundesversammlung angehören, so etwa die Landeshauptleute oder ehemalige Politiker.
Die Bundesversammlung ist von den gemeinsamen Fest- und Gedenksitzungen des National- und Bundesrates zu unterscheiden, die beispielsweise jährlich zum Gedenken an die Befreiung des Konzentrationslagers Mauthausen am 5. Mai im Rahmen des Gedenktages gegen Gewalt und Rassismus im Gedenken an die Opfer des Nationalsozialismus oder anlässlich des Ablebens hoher Politiker begangen werden. Diese Fest- und Gedenksitzungen finden ebenfalls im ehemaligen Sitzungssaal des Abgeordnetenhauses, dem heutigen Sitzungssaal der Bundesversammlung, statt, stellen aber dennoch keine Sitzungen der Bundesversammlung dar.